# Lüsen
Lüsen (italsky: Luson) vesnice v Itálii, nacházející se v autonomním regionu Tridentsko-Horní Adiže v provincii Bolzano.
Lüsen se nachází v nadmořské výšce 583–2576 m n. m. centrum v 971 m n. m. mezi Brixenem a Peitlerkofelem
Počet obyvatel 1527 v roce 2011.

## Politika
Starostové od roku 1952:
- Vinzenz Lamprecht: 1952–1958
- Johann Hinteregger: 1958–1960
- Franz Hinteregger: 1960–1966
- Franz Kaser: 1966–1974
- Albert Kaneider: 1974–1980
- Johann Gruber: 1980–1982
- Franz Kaser: 1982–2005
- Josef Maria Fischnaller: 2005–

## Významní rodáci
- Milo Manara (* 1945), italský kreslíř historických a erotických komiksů